# Frank Schäffer
Frank Schäffer (6. července 1952, Leonberg – 15. listopadu 2024 Stuttgart) byl německý fotbalista, obránce.

## Fotbalová kariéra
Hrál za týmy SpVgg Ludwigsburg, Borussia Mönchengladbach a SpVgg Ludwigsburg. V bundeslize nastoupil v 229 utkáních a dal 6 gólů. Třikrát vyhrál s Borussií Mönchengladbach bundesligu a dvakrát Pohár UEFA. V Poháru mistrů evropských zemí nastoupil v 10 utkáních a v Poháru UEFA nastoupil ve 31 utkáních a dal 1 gól.

## Ligová bilance
| Ročník                                 | Zápasy | Góly | Klub                     |
| -------------------------------------- | ------ | ---- | ------------------------ |
| Německá fotbalová Bundesliga 1974/1975 | 14     | 0    | Borussia Mönchengladbach |
| Německá fotbalová Bundesliga 1975/1976 | 26     | 0    | Borussia Mönchengladbach |
| Německá fotbalová Bundesliga 1976/1977 | 27     | 0    | Borussia Mönchengladbach |
| Německá fotbalová Bundesliga 1977/1978 | 7      | 0    | Borussia Mönchengladbach |
| Německá fotbalová Bundesliga 1978/1979 | 33     | 2    | Borussia Mönchengladbach |
| Německá fotbalová Bundesliga 1979/1980 | 33     | 2    | Borussia Mönchengladbach |
| Německá fotbalová Bundesliga 1980/1981 | 29     | 0    | Borussia Mönchengladbach |
| Německá fotbalová Bundesliga 1981/1982 | 33     | 0    | Borussia Mönchengladbach |
| Německá fotbalová Bundesliga 1982/1983 | 27     | 2    | Borussia Mönchengladbach |
| CELKEM německá bundesliga              | 229    | 56   |                          |